# Burttdavya nyasica
Burttdavya nyasica là một loài thực vật có hoa trong họ Thiến thảo. Loài này được Hoyle mô tả khoa học đầu tiên năm 1936.